# Ga Phú Hiệp
Ga Phú Hiệp là một nhà ga xe lửa tại phường Hoà Hiệp Trung, thị xã Đông Hòa, tỉnh Phú Yên. Nhà ga là một điểm trên tuyến đường sắt Bắc Nam tiếp nối sau ga Đông Tác và trước ga Hảo Sơn. Lý trình ga: Km 1210 + 830.